# Etchegaray (giocatore di palla basca)
 Etchegaray (fl. XX secolo) è stato un giocatore di palla basca francese, vincitore di una medaglia d'argento nella pelota basca maschile a squadre ai Giochi della II Olimpiade.

## Palmarès
In carriera ha conseguito i seguenti risultati:
- Giochi olimpici

Parigi 1900: argento nella pelota maschile a squadre.